# Королевская надбавка
Королевская надбавка — пошлина, торговый налог, который систематически взимался в пользу шведской казны с 1668 года. Этот налог был введён в период правления Магнуса Габриэля Делагарди, регента при короле Карле XI.
Под термином «королевская надбавка» понималось финансовое дополнение к лиценте, которая уже исправно взималась с 1629 года со всех рижских экспортных и импортных товаров, а в некоторый период уровень лицентного сбора был просто неадекватен. Шведская губернская администрация посчитала, что «прогрессивная» «королевская надбавка» сможет заменить старую «литовскую пошлину». Королевская надбавка распространялась на тех купцов, которые привозили товары с верховьев Западной Двины, и, соответственно, на тех, кто увозил эти товары «наверх». Установленные нормы «королевской надбавки» несколько превышали нормы других торговых пошлин, таких, как акциз или порторий, которые также распространялись на желающих торговать в Риге. Таким образом, ввоз и вывоз товаров в пределах Риги подпадал под полный финансовый контроль со стороны шведских губернских ведомств, не считая, само собой, сбора торговых податей в пользу Рижского магистрата, учётом которого ведал кемерейный суд. Нормы «королевской надбавки» были следующими: за 1 ласт ржи (2100 кг) необходимо было уплатить 1 талер. Большая бочка испанского вина (пипа) обходилась торговцу в 5 талеров. Стандартная пипа вмещала 916,56 литров. Для того, чтобы составить впечатление об объёмах королевской надбавки, следует упомянуть, что в среднем за десять талеров можно было бы приобрести довольно приличную лошадь.
Королевскую надбавку приходилось платить[кому?] и в период правления Российской империи, вплоть до 1765 года, когда о её отмене позаботилась императрица Екатерина II.